# Familjetrippen
Familjetrippen (engelska: We're the Millers) är en amerikansk långfilm från 2013 i regi av Rawson Marshall Thurber, med Jennifer Aniston, Jason Sudeikis, Emma Roberts och Will Poulter i rollerna.

## Handling
Knarklangaren David Clark (Jason Sudeikis) lever ett ensamt och ganska meningslöst liv. När han blir rånad på alla sina pengar och allt sitt knark blir hans chef Brad Gurdlinger (Ed Helms) riktigt sur. Men om David kan smuggla lite marijuana ifrån Mexiko till USA så är allt förlåtet och han ska till och med få $100 000 i betalning. David inser snart att han måste ha en bättre förklädnad än sitt vanliga jag; en vanlig familj på semester drar nog klart mindre uppmärksamhet till sig. Han letar nu rätt på en fru, hans strippande granne Rose (Jennifer Aniston), en son, den idiotiska artonåringen Kenny (Will Poulter) och en dotter, den förrymda tonåringen Casey (Emma Roberts).

## Rollista
| Jennifer Aniston | – Rose O'Reilly           |
| Jason Sudeikis   | – David Clark             |
| Emma Roberts     | – Casey Mathis            |
| Will Poulter     | – Kenny Rossmore          |
| Ed Helms         | – Brad Gurdlinger         |
| Nick Offerman    | – Don Fitzgerald          |
| Kathryn Hahn     | – Edie Fitzgerald         |
| Molly C. Quinn   | – Melissa Fitzgerald      |
| Tomer Sisley     | – Pablo Chacon            |
| Matthew Willig   | – One-Eye                 |
| Luis Guzmán      | – mexikansk polis         |
| Thomas Lennon    | – Rick Nathanson          |
| Mark L. Young    | – Scottie P.              |
| Ken Marino       | – Todd – stripklubbsägare |

## Mottagande
Filmen blev en publikframgång; med en budget på 37 miljoner dollar har den spelat in över 270 miljoner dollar världen över.
Kritikerna var dock mer negativa i sina betyg; på recensionssajten Rotten Tomatoes är 47% av recensionerna positiva. Recensenten på Svenska Dagbladet gav filmen 2 av 5 och skrev:
| ” | Man minns en svunnen tid när amerikansk komedi var en förebild för världen med roliga intriger och kvicka repliker och skådespelarpar som det slog gnistor om. Nu finns bara plumphet och fördomar i allt för förutsägbara sammanhang. Men tycker du det är kul att se en testikel svälla upp efter ett spindelbett så är detta filmen för dig. | „ |

Sydsvenskans kritiker Anna Hellsten var lite mer positiv och gav filmen 3 av 5:
| ” | Genremässigt håller sig ”Familjetrippen” tätt intill den tradition av frejdig könsorganshumor som finslipats av regissörer som Farrelly-brorsorna och Judd Apatow: pungskämt, gruppsexskämt och incestskämt står som spön i backen, varvat med en intrig som är förutsägbar som en skärmsläckare. | „ |

## Uppföljare
Den 25 februari 2014 meddelade Warner Bros. Pictures och New Line Cinema att en uppföljare till Familjetrippen var under utveckling. I mars 2023 meddelades  dock att projektet hade skrotats.